# IOS 13
iOS 13 je třináctá hlavní verze mobilního operačního systému iOS vyvinutého společností Apple pro iPhone, iPod Touch a HomePod. Představen byl 3. června 2019 na konferenci WWDC a oficiálně vydán 19. září 2019. Jeho nástupcem se stal iOS 14, vydaný 16. září 2020.
Od verze iOS 13 běží tablety iPad na samostatném systému iPadOS, který je odvozen z iOS. Oba systémy zároveň ukončily podporu zařízení s méně než 2 GB operační paměti.

## Přehled
Systémy iOS 13 a iPadOS 13 představil Craig Federighi, senior viceprezident pro softwarové inženýrství, během úvodní přednášky WWDC dne 3. června 2019. První beta verze byla zpřístupněna registrovaným vývojářům hned po přednášce. Veřejná beta následovala 24. června. Finální verze 13.0 byla vydána 19. září 2019.

## Novinky

### Ochrana soukromí
iOS 13 upravil způsob práce s polohovými daty. Uživatelé mohou nově udělit přístup k poloze jen jednorázově, pouze při používání aplikace, nebo vůbec. Systém rovněž upozorňuje, pokud aplikace žádá o přístup k Bluetooth nebo Wi-Fi, což může sloužit ke sledování bez vědomí uživatele.
Od dubna 2020 Apple omezil rozhraní PushKit u VoIP aplikací výhradně na hlasové hovory, čímž zabránil jeho zneužívání pro sběr dat na pozadí.

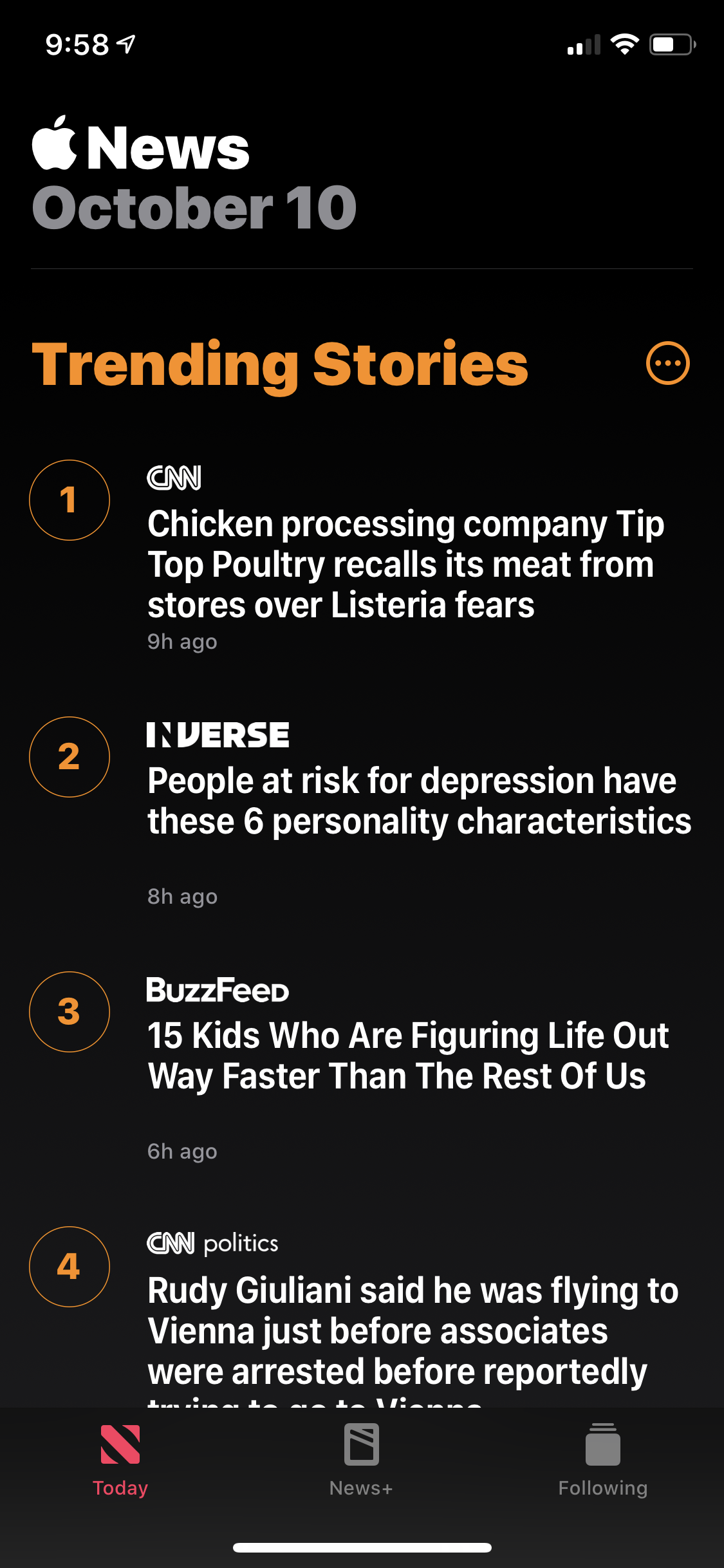
Tmavý režim v Apple News na iOS 13

### Vzhled a rozhraní
Přibyl systémový tmavý režim s podporou i pro aplikace třetích stran. Indikátor hlasitosti byl přepracován, aby uživatelům nepřekážel. Styl karet známý z aplikací jako Apple Music byl rozšířen i do dalších částí systému.

### Siri
Hlasová asistentka Siri získala přirozenější syntetizovaný hlas (Neural TTS), zvládá nově číst zprávy přes AirPods a rozpoznávat různé uživatele v domácnosti s využitím HomePod.

### Klávesnice a úpravy textu
Virtuální klávesnice nabídla novou funkci QuickPath pro psaní tahem prstu. Přibyla také gesta pro práci s textem: tříprstová gesta umožňují kopírovat, vložit, vrátit či zopakovat akci. Upravena byla manipulace s kurzorem i výběr textu.

### Sign in with Apple
Nová funkce jednotného přihlášení od Applu umožňuje přístup ke službám bez sdílení osobních údajů. Uživatelé si mohou zvolit anonymní e-mailové adresy. Podpora této funkce je povinná pro všechny aplikace nabízející přihlášení přes sociální sítě.

### Výkon
iOS 13 přináší znatelné zrychlení systému: Face ID je až o 30 % rychlejší, aplikace se spouštějí až dvakrát rychleji a instalace aplikací je úspornější díky novému formátu souborů.

### Nabíjení baterie
Nová funkce pro optimalizaci nabíjení omezuje úroveň nabití na 80%, aby se snížilo opotřebení baterie a prodloužila její životnost.

### Core Haptics
Zavedena podpora vlastních vibračních vzorů pomocí frameworku Core Haptics (dostupné na iPhone 8 a novějších modelech).

### Externí úložiště
V aplikaci Soubory je možné přistupovat k externím USB diskům. Systém podporuje zařízení využívající protokol USB Mass Storage a SCSI.

### API pro notifikace o vystavení (covid-19)
Ve verzi 13.5 bylo přidáno rozhraní pro sledování kontaktů v rámci pandemie covid-19, vyvinuté ve spolupráci se společností Google.

### ARKit 3
Verze ARKit 3 přinesla funkce jako zakrývání osob, sledování více tváří a sdílení relací mezi zařízeními. ARKit 3.5 (uvedený s iPadem Pro 2020) přidal podporu pro LiDAR a přesnější ukotvení objektů.

### Další změny
- Systém iPadOS byl oddělen od iOS.
- Podpora ovladačů DualShock 4 a Xbox One.[9]
- Sdílení zvuku mezi dvěma páry AirPods.[10]
- Nová gesta pro hromadný výběr v aplikacích.

## Aplikace

### Hudba
Aplikace Apple Music nově podporuje animované a synchronizované zobrazení textů písní.

### Zprávy a Memoji
Uživatelé si mohou vytvořit vlastní profil, nastavit Memoji jako profilový obrázek a používat Memoji jako nálepky v iMessage i jiných aplikacích.

### Mapy
Aplikace Apple Mapy byla přepracována, nabídla podrobnější mapové podklady a funkci Look Around, která připomíná Google Street View.

### Upomínky
Aplikace Upomínky byla kompletně přepsána. Přibyly chytré návrhy a možnost propojení s Kontakty či Zprávami.

### Fotky
Aplikace Fotky byla přepracována, nově skrývá méně relevantní snímky (např. screenshoty) a umožňuje zobrazit fotografie podle dne, měsíce nebo roku.

## Problémy
Po vydání systému iOS 13 se objevila řada chyb: rychlé vybíjení baterie, výpadky hovorů, problémy se zvoněním nebo výskytem nových chyb po aktualizacích.

## Podporovaná zařízení
Systém iOS 13 vyžaduje minimálně 2 GB operační paměti. Ukončena byla podpora zařízení s čipy A7 a A8. Poprvé nejsou podporována žádná zařízení s Touch ID (s výjimkou iPhonu SE).

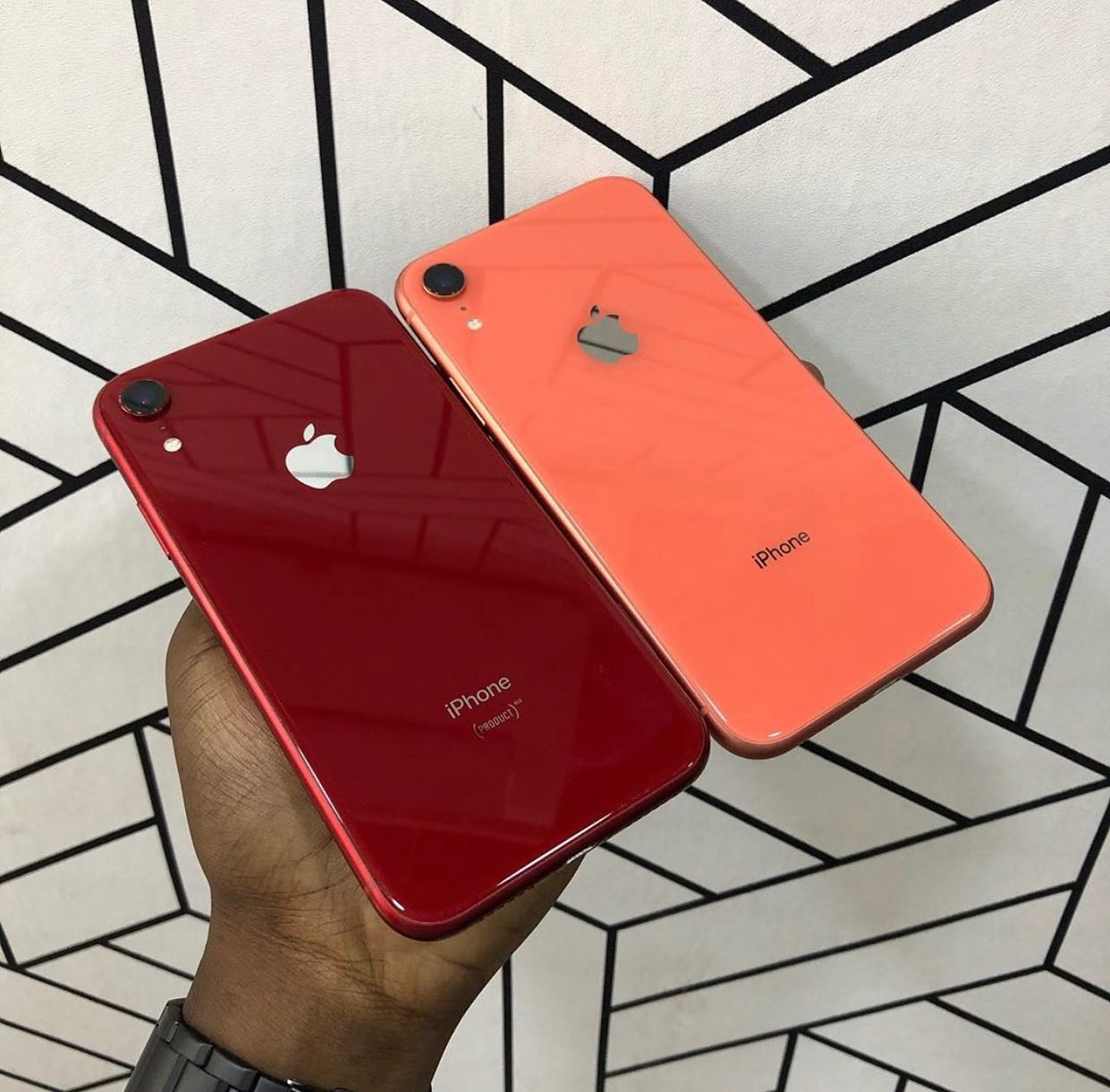
iPhone XR

### iPhone[15]
- iPhone 6S / 6S Plus
- iPhone SE (1. generace)
- iPhone 7 / 7 Plus
- iPhone 8 / 8 Plus
- iPhone X
- iPhone XS / XS Max
- iPhone XR
- iPhone 11
- iPhone 11 Pro / 11 Pro Max
- iPhone SE (2. generace)

### iPod
- iPod Touch (7. generace)

## Historie vydání
Verze iOS 13 prošla několika významnými aktualizacemi, které opravovaly chyby, zvyšovaly stabilitu systému a přidávaly nové funkce. Níže je přehled hlavních verzí:
| Verze      | Sestavení     | Datum vydání       | Poznámky                                                                |
| ---------- | ------------- | ------------------ | ----------------------------------------------------------------------- |
| iOS 13.0   | 17A577        | 19. září 2019      | První veřejná verze                                                     |
| iOS 13.1   | 17A844        | 24. září 2019      | Opravy chyb, nové funkce (např. sdílení ETA v Mapách)                   |
| iOS 13.1.1 | 17A854        | 27. září 2019      | Další opravy chyb                                                       |
| iOS 13.1.2 | 17A860/17A861 | 30. září 2019      | Opravy záloh iCloud, vylepšení fotoaparátu                              |
| iOS 13.1.3 | 17A878        | 15. října 2019     | Zlepšení stability Bluetooth a Mailu                                    |
| iOS 13.2   | 17B84         | 28. října 2019     | Podpora Deep Fusion (iPhone 11), nové emodži                            |
| iOS 13.2.2 | 17B102        | 7. listopadu 2019  | Opravy problémů s aplikacemi na pozadí                                  |
| iOS 13.2.3 | 17B111        | 18. listopadu 2019 | Zlepšení vyhledávání a Mailu                                            |
| iOS 13.3   | 17C54         | 10. prosince 2019  | Čas u obrazovky pro komunikaci, nové opravy                             |
| iOS 13.3.1 | 17D50         | 28. ledna 2020     | Oprava UWB a ochrany soukromí                                           |
| iOS 13.4   | 17E255        | 24. března 2020    | Podpora sdílení složek iCloud, nová lišta v Mailu                       |
| iOS 13.4.1 | 17E262        | 7. dubna 2020      | Oprava FaceTime hovorů se staršími verzemi iOS                          |
| iOS 13.5   | 17F75         | 20. května 2020    | API pro notifikace vystavení (covid-19), zjednodušení Face ID s rouškou |
| iOS 13.5.1 | 17F80         | 1. června 2020     | Záplaty bezpečnostních chyb (včetně jailbreaku)                         |
| iOS 13.6   | 17G68         | 15. července 2020  | Digitální zdravotní karta, nové možnosti aktualizací                    |
| iOS 13.6.1 | 17G80         | 12. srpna 2020     | Opravy zeleného nádechu displeje a úložiště                             |
| iOS 13.7   | 17H35         | 1. září 2020       | Podpora Exposure Notification bez potřeby aplikace                      |